# Images par seconde
 (octobre 2019).
Si vous disposez d'ouvrages ou d'articles de référence ou si vous connaissez des sites web de qualité traitant du thème abordé ici, merci de compléter l'article en donnant les références utiles à sa vérifiabilité et en les liant à la section « Notes et références ».
Pour les articles homonymes, voir IPS et FPS.
Le nombre d’images par seconde ou cadence d'images à la seconde en abrégé, IPS ou i/s est une unité de mesure correspondant au nombre d'images enregistrées ou affichées en une seconde par un dispositif, dans un signal vidéo ou optique. La valeur de la fréquence d’affichage peut également s'exprimer en hertz. Sur beaucoup d'équipements audiovisuels, le nombre d'images par seconde est généralement décrit en anglais par l'expression : frame rate, frames per second ou FPS, littéralement, la cadence d'image par seconde.
La cadence image est employée pour le balayage progressif, comme pour le balayage entrelacé. Plus le nombre d'images est élevé, plus l'animation parait fluide. Ce principe affecte notamment l'effet de papillotement.

## Cadence et fluidité
La cadence d'au moins 16 images par seconde est requise pour générer l'illusion d'un mouvement fluide mais le nombre d'images dépend beaucoup de la nature et de la complexité des images successives (voir le folioscope). 
Pour le cinématographe, la technique est passée de 16 images par seconde à 24 images par seconde, notamment avec l'introduction des systèmes de régulation de vitesse, de la motorisation de la caméra de prises de vues puis avec l'arrivée du cinéma sonorisé dit « parlant ».
Pour la télévision, les normes exploitées en Europe à 441 lignes, à 819 lignes puis à 625 lignes sont synchronisées en harmonie avec le courant secteur électrique, soit à 50 Hz ou 25 i/s au mode entrelacé, soit 50 trames par seconde. En Amérique du Nord et au Japon, la norme 525 lignes à 30 i/s soit 60 trames par seconde est adaptée au courant secteur à 60 Hz. Ces valeurs sont toujours en vigueur en télévision numérique notamment afin d'assurer la rétrocompatibilité avec les équipements existants et avec les images d'archives. 
Pour l'affichage informatique, il est également nécessaire de synchroniser la cadence avec la fréquence de rafraîchissement de l'écran pour éviter des artefacts visuels. Les cadences usuellement employées sont _24, 25, 30_ ; _48, 50, 60_ ; _72, 75, 90_ ; _96, 100, 120_ images par seconde en analogique et _23,976, 24,975, 29,97_ ; _47,952, 49,95, 59,94_ ; _71,928, 74,925, 89,91_ ; _95,904, 99,9, 119,88_ images par seconde en numérique. Cadence numérique = Cadence analogique × 999/1000.
Lorsque l'on simule des paramètres physiques, l'augmentation du nombre d'images permet au cerveau de mieux appréhender ce qui se passe. Par exemple, il est plus facile de prédire la trajectoire d'une balle lorsque le nombre d'images est important. Ce phénomène devient inconscient à partir d'un certain nombre d'images, mais il participe à la sensation de confort perçue par l'utilisateur.
Si le nombre d'images par seconde au moment de la projection est supérieur à celui du tournage, on obtient un accéléré. À l'inverse, si le nombre d'images par seconde au moment de la projection est inférieur à celui du tournage, on obtient un ralenti.

## Récapitulatif des cadences les plus utilisées en numérique en 2020
Depuis le numérique et surtout depuis les écrans plats, qui sont prévus pour être multi-cadences, les écrans sont aujourd'hui prévus pour diffuser plusieurs cadences en s'adaptant automatiquement, notamment les cadences les plus utilisées en audiovisuel qui sont les suivantes :
- 24p : cadence d'enregistrement vidéo utilisée pour les films de cinéma et certaines séries, la cadence 24 images par seconde est la cadence standardisée historique du cinéma sur pellicule. Un écran plat qui affiche cette cadence va alors diffuser un taux de rafraichissement multiple de cette cadence : 48 Hz, 72 Hz ou 120 Hz[2].
- 50i : cadences d'affichage utilisées notamment en Europe pour la télédiffusion numérique terrestre, câble ou satellite car le mode entrelacé à 1080i est normalisé pour des motifs d'économie de bande passante vidéo.
- 25p et 50p : cadences d'enregistrement vidéo utilisées notamment en Europe par les chaines TV et caméscopes, dans les pays qui utilisaient en analogique le système de télévision à 625 lignes. Un écran plat qui affiche ces cadences va alors diffuser un taux de rafraichissement multiple de ces cadences : 50 Hz, 75 Hz ou 100 Hz.
- 60i : cadences d’affichages utilisées notamment dans les pays d’Amérique du Nord, au Japon, en Corée du Sud et au Brésil pour la télédiffusion numérique terrestre, câble ou satellite car le mode entrelacé 1080i est normalisé pour des motifs d’économies de bande passante vidéo.
- 30p et 60p : cadences d'enregistrement vidéo utilisées notamment aux États-Unis et au Japon par les chaines TV et caméscopes, dans les pays qui utilisaient en analogique le format à 525 lignes. Un écran plat qui affiche ces cadences va alors diffuser un taux de rafraichissement multiple de ces cadences : 60 Hz, 90 Hz ou 120 Hz. Ces cadences 30p et 60p sont en fait aussi très présentes dans tous les pays, sur les appareils multimédia, qui sont souvent produits par des pays qui héritent du 525 lignes. Comme les écrans plats peuvent désormais proposer plusieurs cadences, les appareils multimédia prévus dans leurs pays d'origine pour un affichage 60 Hz, peuvent être désormais distribués dans tous les pays en laissant leur paramètre d'affichage 60 Hz d'origine, y compris dans les pays qui historiquement ne proposaient uniquement qu'un affichage 50 Hz. C'est pour cette raison que dans tous les pays, la plupart des écrans de PC portables, smartphones et tablettes ont un taux de rafraichissement par défaut de 60 Hz, que les smartphones enregistrent les vidéos dans une cadence de 30p ou 60p, et que les consoles de jeux vidéo proposent une cadence de 30p ou 60p.

Remarques : 
- Les cadences nommées 30p et 60p sur le matériel grand public sont en réalité pour le moment des cadences :  29,97p et 59,94p d'autre part, le 24p sur les fichiers vidéos au format Blu-Ray est parfois à 23,976p. Ces valeurs proviennent de l’héritage de l'introduction du standard couleur NTSC, la norme 525 lignes uniquement noir et blanc exploite la cadence exacte 60i. L'introduction du NTSC modifie à 59,94 i/s, pour des raisons de conception électronique et de simplification industrielle. Dans un souci de rétrocompatibilité avec les anciens écrans les cadences vidéo à 29,97p et 59,94p sont maintenues. Ces multiples formats prêtent à confusion avec les cadences normalisées à 30p et à 60p, lesquelles sont toutes prises en charge par les écrans actuels.
- Le « p » écrit à côté du nombre d'images par seconde, signifie : « progressive  », il s'agit du balayage progressif; dans ce mode d'affichage chaque image est affichée entièrement. Ce qui l'oppose à l'ancien mode d'affichage entrelacé (« i » - interlaced - ), dans lequel des semi-images composées d'une ligne sur deux, appelées « trames », alternent sur l'écran (la « trame impaire » comprenant la moitié des lignes de numéro impair, la « trame paire » comprenant la moitié des lignes de numéro pair), la technique de l'entrelacement va probablement cesser d'être utilisée à partir des années 2020, les anciens modes entrelacés 50i / 60i étant de plus en plus remplacés dans l’audiovisuel par les cadences élevées progressives (High Frame Rate) : notamment le 50p (50 images entières par seconde) et le 60p (60 images entières par seconde),,.